# Комсомольское сельское поселение (Чувашия)
Комсомо́льское се́льское поселе́ние — муниципальное образование, наделённое статусом сельского поселения, в составе Комсомольского района Чувашской Республики. Административный центр — село Комсомольское.
Адрес: с. Комсомольское, ул. Канашская, д.22.
Телефон: (83539) 5-22-74
Главой поселения является Силивестров Пётр Вениаминович.

## Географические данные
Северная граница начинается от места пересечения Комсомольского, Асановского сельских поселений и Канашского муниципального района, проходя на восток по северной границе Комсомольского лесхоза вдоль границы сельскохозяйственного производственного кооператива «Пучах» Канашского района, далее по восточной границе и по северной границе Комсомольского лесхоза до места пересечения границ Комсомольского и Александровского сельских поселений.
Восточная граница начинается от места пересечения Комсомольского, Александровского сельских поселений и идет на юг вдоль Комсомольского лесхоза, далее идет на юг вдоль границы КФХ «Минатуллина» до места пересечения Комсомольского, Кайнлыкского, Альбусь-Сюрбеевского сельских поселений.
Южная граница начинается от места пересечения Комсомольского, Кайнлыкского, Альбусь-Сюрбеевского сельских поселений, далее идет на запад до пересечения автомобильной дорогой «Цивильск-Ульяновск», пересекая её, далее проходит до места пересечения Комсомольского, Альбусь-Сюрбеевского сельских поселений и автомобильной дорогой «Цивильск-Ульяновск».
Западная граница начинается от места пересечения Комсомольского, Альбусь-Сюрбеевского сельских поселений и автомобильной дорогой «Цивильск-Ульяновск» и идет в северном направлении, пересекая р. Учук, р. Кубня до Комсомольского лесничества Комсомольского лесхоза, далее идет на север вдоль границ, затем поворачивает на запад и идет вдоль границы кварталов 46,45,44, далее идет на север вдоль границ и доходит до места пересечения Комсомольского, Асановского сельских поселений и Канашского муниципального района.

## Населенные пункты
Входят 7 населенных пунктов: Комсомольское, Малые Кошеле, Новое Бикмурзино, Байбахтино, Дубовка, Новые Кошелеи, Васильевка.

## Организации
На территории поселения расположено:
- МОУ «Комсомольская средняя общеобразовательная школа № 1»;
- МОУ «Комсомольская средняя общеобразовательная школа № 2»;
- Комсомольский сельский дом культуры;
- Комсомольская поликлиника;
- Комсомольское отделение связи;
- Комсомольское МДОУ (ясли-сад);
- магазины.

## Бюджет
Прогнозируемый общий объем доходов бюджета Комсомольского сельского поселения на 2009 год составляет 15 537 310 рублей, в том числе объем межбюджетных трансфертов из бюджета Комсомольского района — 7 342 910 рублей.
Общий объем расходов бюджета Комсомольского сельского поселения составляет 15 537 310 рублей.
Предельный объем муниципального долга Комсомольского сельского поселения составляет 1 300 000 рублей.
Верхний предел муниципального долга Комсомольского сельского поселения на 1 января 2010 года составляет в сумме 700 000 рублей, в том числе верхний предел долга по муниципальным гарантиям Комсомольского сельского поселения — 700 000 рублей.

## Населённые пункты
На территории поселения находятся следующие населённые пункты:
| Название      | Тип населённого пункта       | Население |
| ------------- | ---------------------------- | --------- |
| Комсомольское | Село, административный центр |           |